# Guanozin-trifosfat
Guanozin-5'-trifosfat (GTP) je purinski nukleotid. On može da dejstvuje kao supstrat za RNK sintezu tokom procesa transkripcije. Njegova struktura je slična guanin nukleobazi, jedina razlika je da nukleotidi poput GTP imaju šećer ribozu i tri fosfata vezana za nukleobazu u 1' poziciji, i trifosfatni fragment na 5' ugljeniku riboze.
GTP je isto tako izvor energije ili aktivator supstrata u metaboličkim reakcijama, poput , ali je daleko specifičniji. On se koristi kao izvor energije za sintezu proteina.
Ovaj molekul je esencijalan za transdukciju signala, posebno sa G proteinima, u mehanizmima sekundarnih glasnika gde se on konvertuje u  (guanozin difosfat) akcijom GTPaza.

## 
Ciklični guanozin trifosfat (cGTP) cikličnom adenozin monofosfatu (cAMP) da aktivira cikličnim nukleotidom-kontrolisane jonske kanale u olfaktornom sistemu.

## Literatura
- Boron & Boulpaep (2005). Medical Physiology. Updated edition: Elsevier Saunders. стр. 90. ISBN 1-4160-2328-3.

## Spoljašnje veze
- Guanosine+triphosphate на 